# نطاق جبلي
النطاق الجبلي هي شبكة من سلاسل الجبال مثل الموجودة في الساحل الغربي للأمريكتين.

## أمثلة
- البرز
- سلسلة جبال غرب أمريكا